# Skagway
Skagway ist eine ehemalige Goldgräberstadt und seit dem 25. Juni 2007 ein selbständiger Borough in Alaska (USA). Skagway war für die Goldgräber beim großen Klondike-Goldrausch im Jahre 1898 ein wichtiger Stützpunkt und Ausgangspunkt für die Routen über White und Chilkoot Pass. Heute hat der Ort etwa 900 Einwohner.

## Geographie
Skagway liegt am Taiya Inlet, einer Bucht des Lynn Canals, und ist der Endpunkt der Alaska Inside Passage sowie der White Pass and Yukon Railway von Whitehorse über den White Pass. Skagway ist neben Haines der einzige auf dem Landweg erreichbare Ort des Alaska Panhandle und war bis zur Verselbständigung und Herauslösung aus dem Skagway-Hoonah-Angoon Census Area dessen größte Stadt.

## Geschichte
1887 wurde hier eine erste Siedlung unter dem Namen Mooreville von dem Dampfschiffkapitän William Moore gegründet. Die 1897 per Schiff ankommenden Goldsucher benannten sie in Anlehnung zum Ortsnamen in der Sprache der Tlingit, der schaguè („Heimat des Nordwinds“) lautete, in „Skagway“ um. Der Borough wurde am 20. Juni 2007 gebildet. Die Siedlung wuchs und wurde zum Versorgungszentrum der Goldgräber und aller damit verbundenen Gewerbe. Im Ort ist die Legende von Soapy Smith noch immer lebendig.

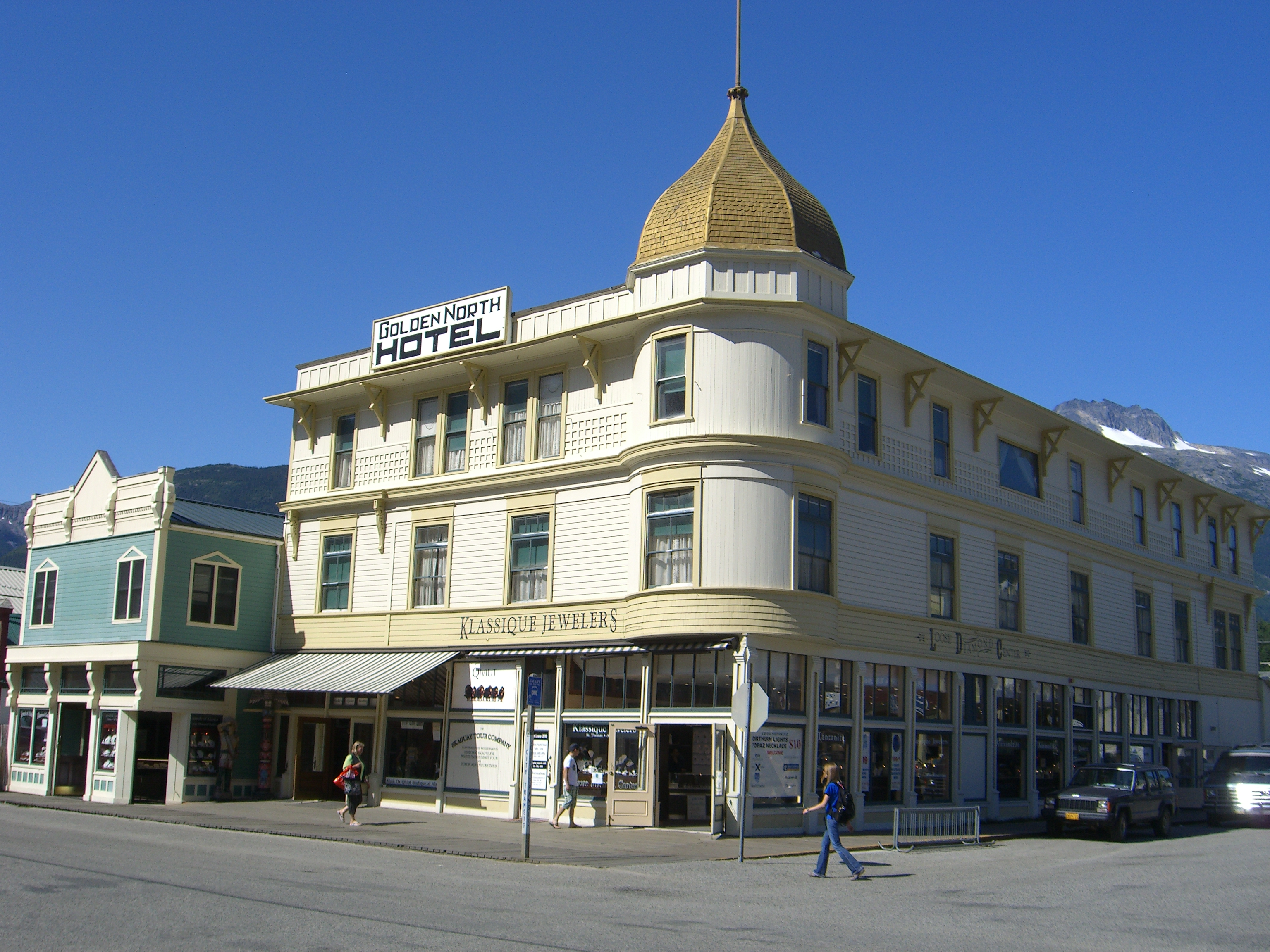
Das Golden North Hotel im Skagway Historic District and White Pass, der seit Juni 1962 den Status eines National Historic Landmarks hat.

Eine Stätte und zwei historische Bezirke (Historic Districts) im Borough sind im National Register of Historic Places („Nationales Verzeichnis historischer Orte“; NRHP) eingetragen (Stand 1. Februar 2022), darunter haben der Chilkoot Pass und der Skagway Historic District and White Pass den Status von National Historic Landmarks. Zudem befindet sich in Skagway ein Teil des Klondike Gold Rush National Historical Parks.

## Verkehr
Die einzige Straßenverbindung ist der in Richtung Norden verlaufende Klondike Highway, der in Alaska offiziell Alaska Route 98 heißt. Er führt über den White Pass, einem 873 m hohen Gebirgspass in den Boundary Ranges der Coast Mountains und erreicht nach 22 km die Grenze nach Kanada (British Columbia). Ansonsten besteht als Verkehrsverbindung zu Städten in Alaska (nach Süden: unter anderem Juneau, Ketchikan, Wrangell) und den USA (Bellingham) nur die Linienfähre des Alaska Marine Highway Systems.
Skagway ist nördlichster Endpunkt für Kreuzfahrten im Charterverkehr, die mit Schiffen durch die Fjorde des Alaska Panhandle unternommen werden.
Außerdem gibt es eine Eisenbahnverbindung nach Carcross (früher sogar bis nach Whitehorse).

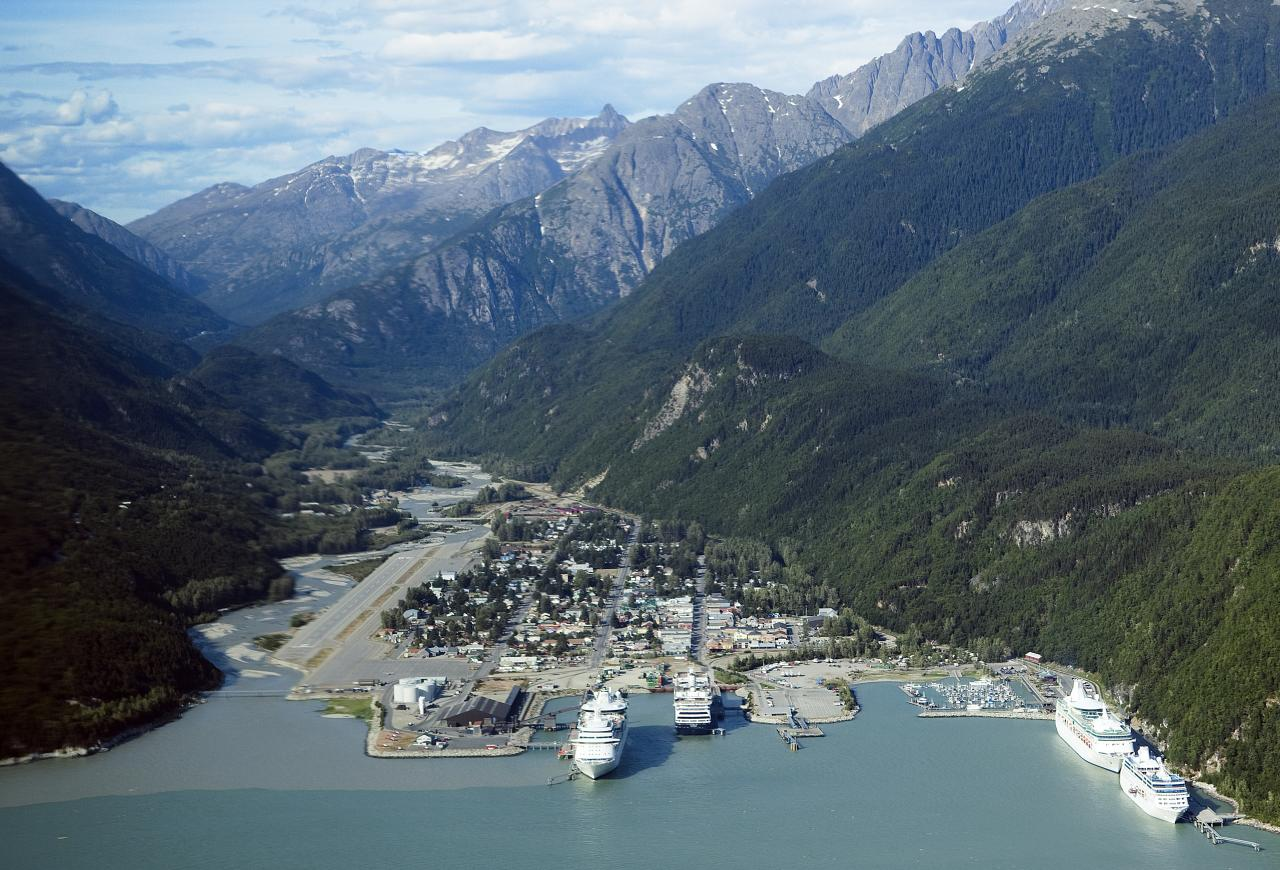
Skagway
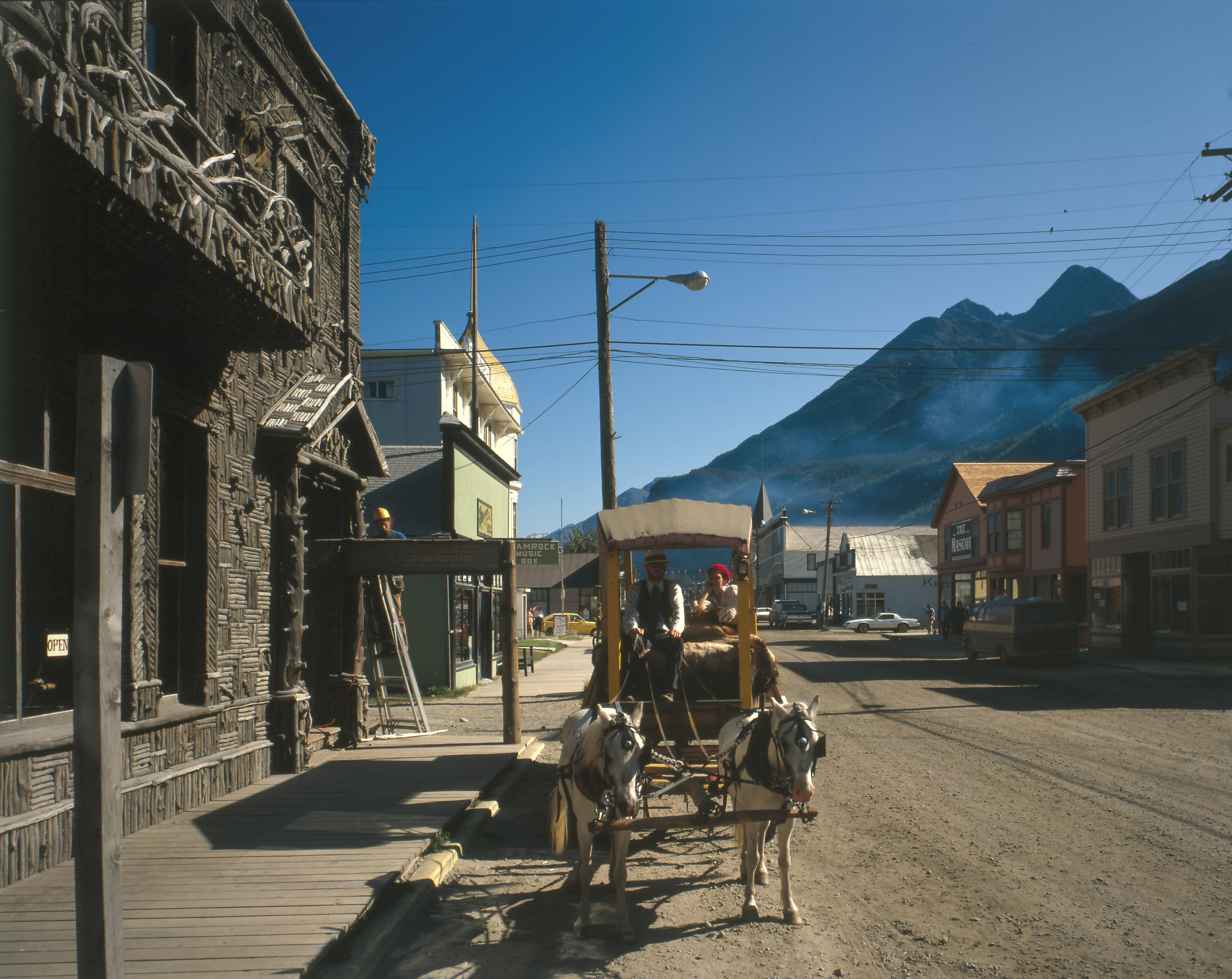
Broadway Avenue
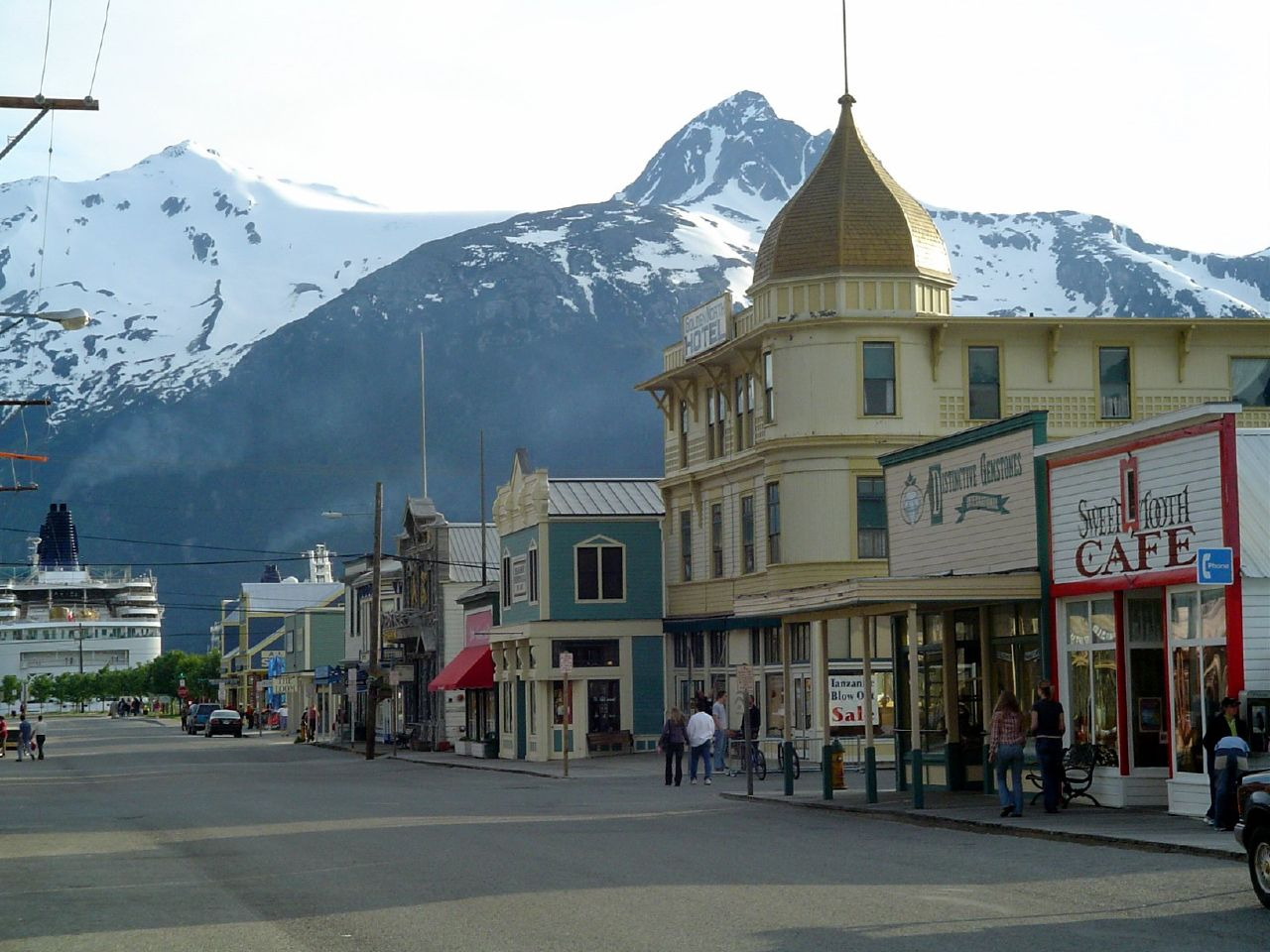
Hauptstraße und Anlegestelle
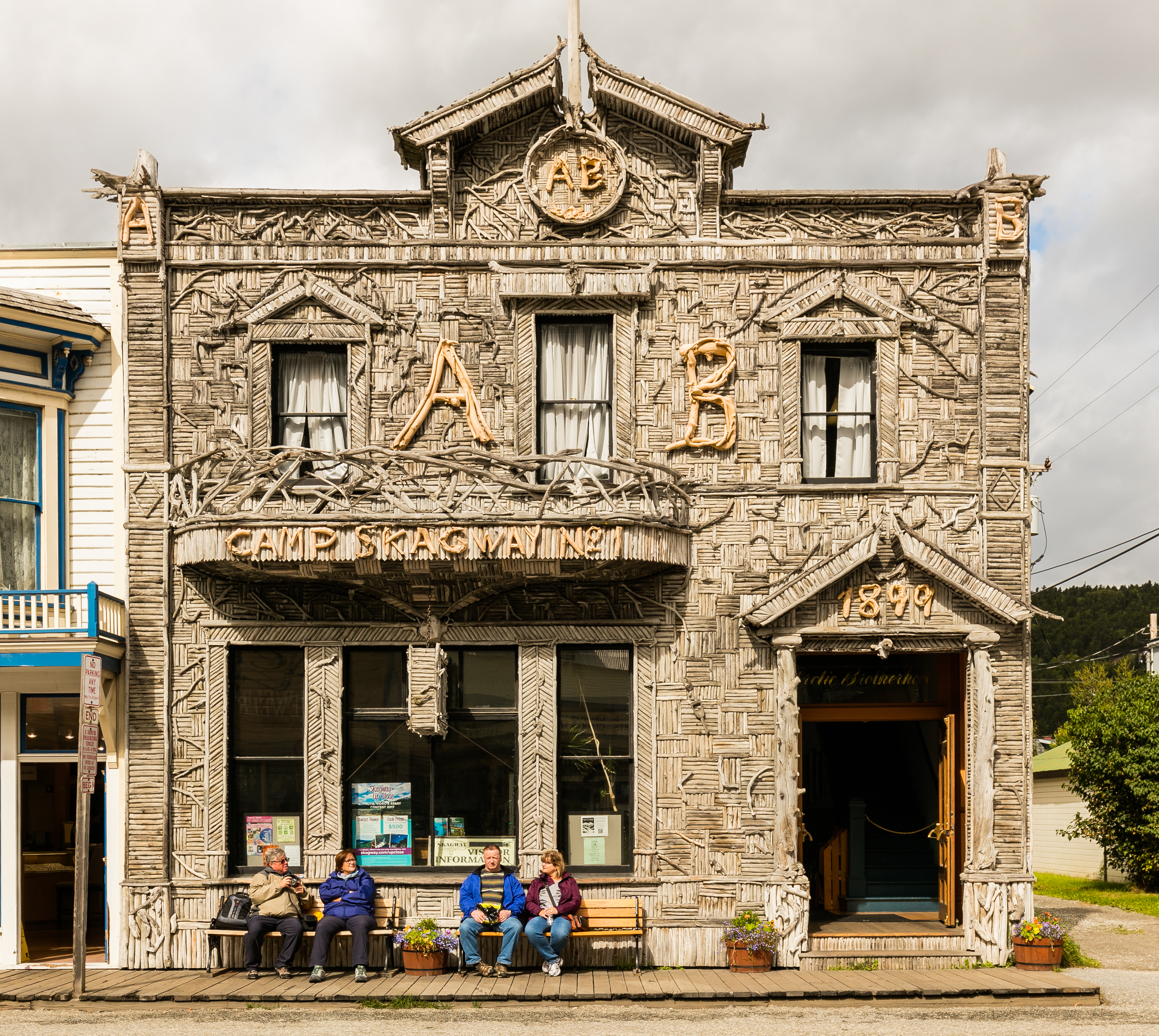
Geschäft
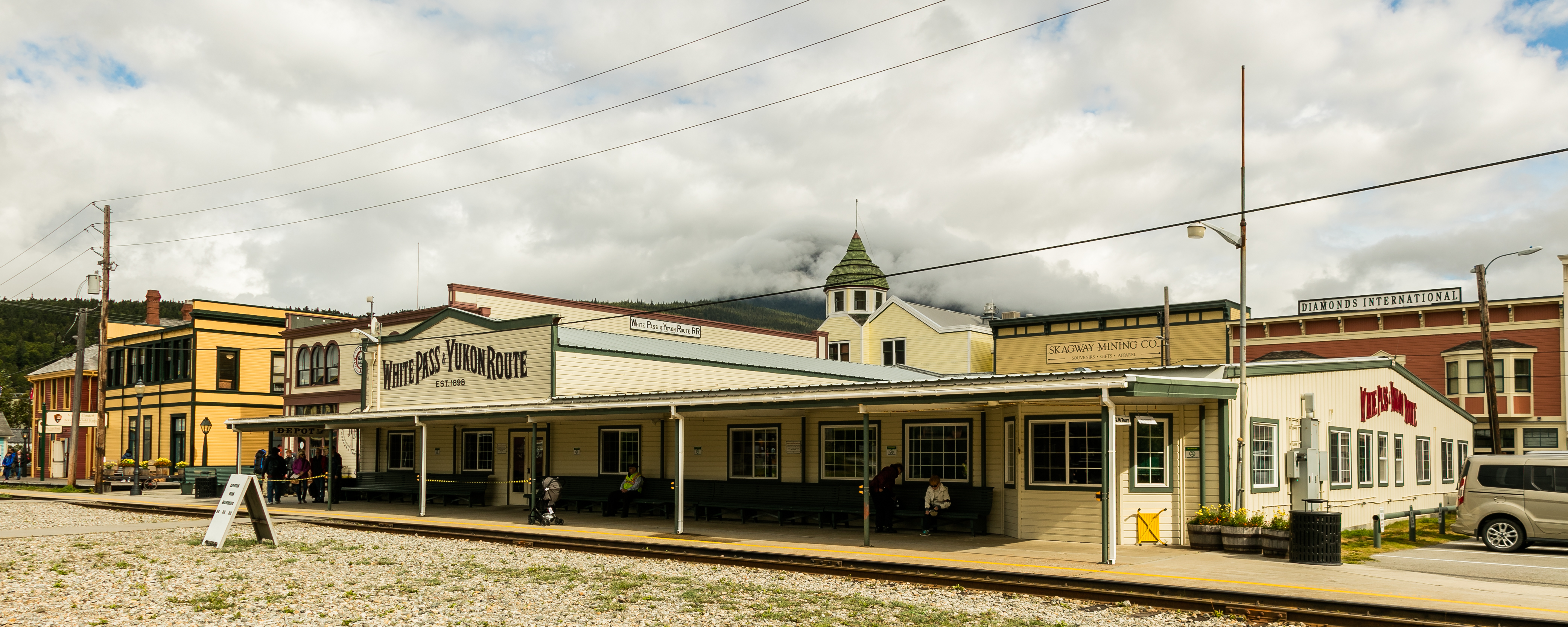
Bahnhof